# Биология развития
Биология развития — раздел современной биологии, изучающий процессы индивидуального развития (онтогенеза) организма. 
При этом изучаются все этапы онтогенеза: и с момента рождения до момента смерти, и самые начальные (зародышевый и предзародышевый) этапы. Начальные этапы онтогенеза исследует также эмбриология. 
Специфика биологии развития состоит в том,что она рассматривает формообразовательные процессы в четырех измерениях: не только в пространстве, но и во времени. 
Современная  биология  развития  интенсивно  исследует молекулярные,биохимические и генетические механизмы различных формообразовательных процессов, активно изучает особенности субклеточной и клеточной организации зародышей.
Как наука биология развития начала формироваться с середины XX века на основе данных молекулярной биологии, эмбриологии, генетики. Изучает различные аспекты процесса развития на молекулярном, клеточном, тканевом, органном и организменном уровнях, решает фундаментальные проблемы реализации программ генетической информации в ходе онтогенеза и молекулярных основ фенотипических изменений, нормального и опухолевого роста клеток и клеточных популяций, морфогенеза, специфики клеточной, тканевой, органной дифференцировки, клеточных взаимодействий, возникновения и становления регуляторных механизмов, обеспечивающих целостность развития.
Основные направления исследований:
- Биология развития животных.
- Биология развития растений.
- Экспериментальная эмбриология.
- Молекулярная биология клетки.
- Генетическая регуляция развития.
- Молекулярные механизмы дифференциации.
- Разработка новых методов биологии развития.
- Цитологические основы онтогенеза.

## Задачи
1. Изучение механизмов регуляции функции генов.
2. Изучение механизмов дифференцировки клеток на посттрансляционном уровне.
3. Изучение механизмов становления формы отдельных органов и всего организма в целом.
4. Изучение механизмов становления пола и роста организмов.
5. Изучение механизмов процесса регенерации.
6. Проблемы клонирования организма.
7. Изучение механизмов старения.